# 푸들
푸들(영어: poodle)은 개의 품종 중 하나이며, 프랑스의 국견이다. 과거의 푸들은 사냥개였다. 원산지는 독일이고, 프랑스 귀족 여성들에 의해 인기를 얻어 널리 퍼져나갔으며, 털이 길고 양털 모양으로 자란다. 털이 자주 엉키기 때문에 하루에 1회 이상 빗질은 필수이며, 털 빠짐이 적다. 털이 빨리 자라기 때문에 미용도 자주 해주어야 한다. 밝고 활발한 성격이 특징이며 굉장히 똑똑하다. 활동량이 많아서 산책을 자주 해주어야 하며, 훈련의 이해도가 좋다.푸들은 세계 천재견 순위로 2위를 차지 하였다.주인의 감정을 굉장히 많이 공유해서, 노인들에게는 남은 인생을 함께하자는 의미의 개로 많은 사랑을 받는다. 또한 푸들의 죽음에 바치는 비가라는 소설이 있을 정도로 푸들은 전세계적으로 사람들에게 아주 많은 사랑을 받고 있다.

## 모습

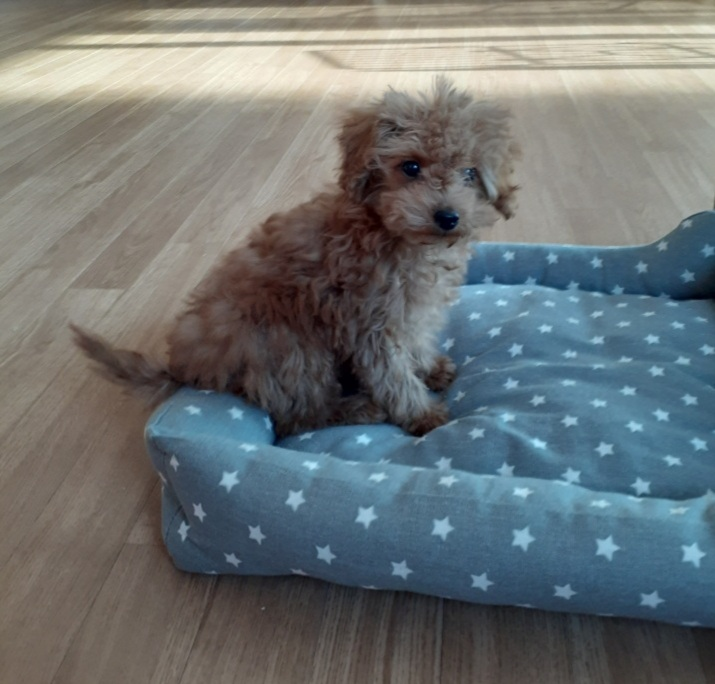
갈색 털을 가진 토이푸들의 모습

전에는 사냥개로, 또는 잡은 사냥감을 찾아오는 개로 이용됐지만 지금은 반려동물로 인기가 높다. 긴 다리가 특징이며 털은 흰색 또는 검은색, 회색, 갈색, 살구색, 크림색이 대표적이고 털은 곱슬곱슬하다. "푸들"은 네 종류로 나누어지는데, 어깨높이로 구분한다.
곱슬곱슬한 털 또한 푸들의 주요 특징이다. 푸들의 털은 미용을 어떻게 하느냐에 따라 외모도 각기 다르다.

### 외모
푸들은 활동적이고 지능적이며 우아한 개이며 정사각형으로 균형이 잘 잡혀 있다. 정사각형 모양은 가슴 뼈에서 엉덩이 지점까지 측정 한 신체 길이, 어깨의 가장 높은 지점에서 땅까지의 높이이다. 눈은 매우 어둡고 타원형이다. 귀는 머리에 가깝게 접히거나 눈높이보다 약간 낮게 되어 있다. 대부분의 AKC에 등록 된 쇼견은 컨티넨탈 컷 또는 컨티넨탈 컷과 유사하게 털을 깎은 모습을 가지고 있지만 털은 자연스럽게 곱슬곱슬한 질감이어야 하며 전체적으로 조밀해야 한다. 공식 AKC 인증 푸들 품종의 크기는 체중이 아닌 키로 결정된다.

### 무게
토이푸들의 체고(어깨높이)는 25cm 이하에 몸무게는 2~3kg이고, 미니어처 푸들의 체고는 25~35cm에 몸무게는 3~6kg에다, 미디엄 푸들은 35~45cm에, 몸무게는 6~20kg정도이며, 스탠다드 푸들의 체고는 38cm 이상에, 몸무게는 20~27kg이다.
푸들은 명랑하고 가벼운 몸으로 재주를 보여 주는 것을 좋아한다. 춤을 추는 듯한 걸음걸이와 예쁜 몸단장으로 세계 사람들의 사랑을 한 몸에 받고 있는 견종이다.

## 특징
푸들은 매우 지능적이고 활기차고 사교적인 품종으로 알려져 있다. 육체적 활동과 지적 활동이 모두 필요하다. 전형적인 푸들은 처음 만날 때 낯선 사람에게 약간의 냉정함을 유지하지만, 잠시 후 새로운 사람이 신뢰할 만하고 해를 끼치지 않는다는 것을 알게 되면 천천히 따뜻하고 개성있는 기질을 낸다. 사람을 물으려하고, 다른 개에게 공격성을 보이는 악의적인 행동은 푸들의 심각한 문제로 간주된다. 푸들은 공격적이지 않기 때문에 경호견이 되기에는 적합하지 않지만, 잘 돌본다면 푸들은 충성심으로 보답할 것이다. 이 푸들은 일반적으로 조용하고 차분하지만 위험이 다가온다면, 가족들은 보호한다.
푸들은 일반적으로 훈련에 탁월한 능력이 있는 개이다. 푸들은 도그 다이빙, 도그 서핑,추적, 플라잉 디스크,와 같이 민첩성을 요구하는 많은 개 관련 스포츠 종목을 잘하는 것으로 알려져 있다. 플라이 볼, 그들은 주인이나 가족과 함께 하이킹과 캠핑을 즐길 수 있다. 푸들은 수세기 동안 물을 좋아했기 때문에 수영과 관련된 여행을 갈 수도 있다.

## 종류
다른 많은 종들에 비해, 푸들에는 다양한 크기가 있다. 이는 성견의 기갑(어깨) 높이에 따라 분류된다. 각 종류간의 정확한 신장 기준은 나라에 따라 차이를 보인다. 로열 스탠다드, 티컵, 타이니 티컵 등의 용어는 상표이며, 애견협회들로부터 인정받지는 않았다. 국제애견협회에 속하지 않은 애견협회들은 스탠다드, 미니어처, 토이 세 가지 크기로 나누는데, 같은 종의 크기 차이로 규정할 때도 있고 다른 종으로 규정할 때도 있다. 국제애견협회는 같은 종의 푸들이라는 품종의 크기에 따른 차이로 스탠다드, 미디엄, 미니어처, 토이 네 가지를 규정한다. 또한 국제애견협회만이 스탠다드 푸들의 최대 사이즈를 명기한다. 프랑스는 국제애견협회를 맡는 국가이며, 프랑스에서는 모든 사이즈의 푸들들이 같이 목록에 오른다.
| 크기     | 영국 켄넬 클럽                                         | 호주 켄넬 클럽                                         | 뉴질랜드 켄넬 클럽                                     | 캐나다 켄넬 클럽                                         | 미국 켄넬 클럽                                           | 유나이티드 켄넬 클럽                                     | 국제애견협회                                           |
| -------- | ------------------------------------------------------ | ------------------------------------------------------ | ------------------------------------------------------ | -------------------------------------------------------- | -------------------------------------------------------- | -------------------------------------------------------- | ------------------------------------------------------ |
| 스탠다드 | 38 센티미터(15 인치) 초과                              | 38 센티미터(15 인치) 이상                              | 38 센티미터(15 인치) 이상                              | 15 인치(38 센티미터) 초과                                | 15 인치(38 센티미터) 초과                                | 15 인치(38 센티미터) 초과                                | 45 센티미터 초과 60 센티미터(18 인치에서 24 인치) 이하 |
| 미디엄   | 사용되지 않음                                          | 사용되지 않음                                          | 사용되지 않음                                          | 사용되지 않음                                            | 사용되지 않음                                            | 사용되지 않음                                            | 35 센티미터 초과 45 센티미터(14 인치에서 18 인치) 이하 |
| 미니어처 | 28 센티미터 이상 38 센티미터(11 인치에서 15 인치) 이하 | 28 센티미터 이상 38 센티미터(11 인치에서 15 인치) 미만 | 28 센티미터 이상 38 센티미터(11 인치에서 15 인치) 미만 | 10 인치 이상 15 인치(25.4 센티미터에서 38 센티미터) 이하 | 10 인치 이상 15 인치(25.4 센티미터에서 38 센티미터) 이하 | 10 인치 이상 15 인치(25.4 센티미터에서 38 센티미터) 이하 | 28 센티미터 초과 35 센티미터(11 인치에서 14 인치) 이하 |
| 토이     | 28 센티미터(11 인치) 미만                              | 28 센티미터(11 인치) 미만                              | 28 센티미터(11 인치) 미만                              | 10 인치(25.4 센티미터) 미만                              | 10 인치(25.4 센티미터) 미만                              | 10 인치(25.4 센티미터) 미만                              | 24 센티미터에서 28 센티미터(9.4인치에서 11인치)        |

## 역사

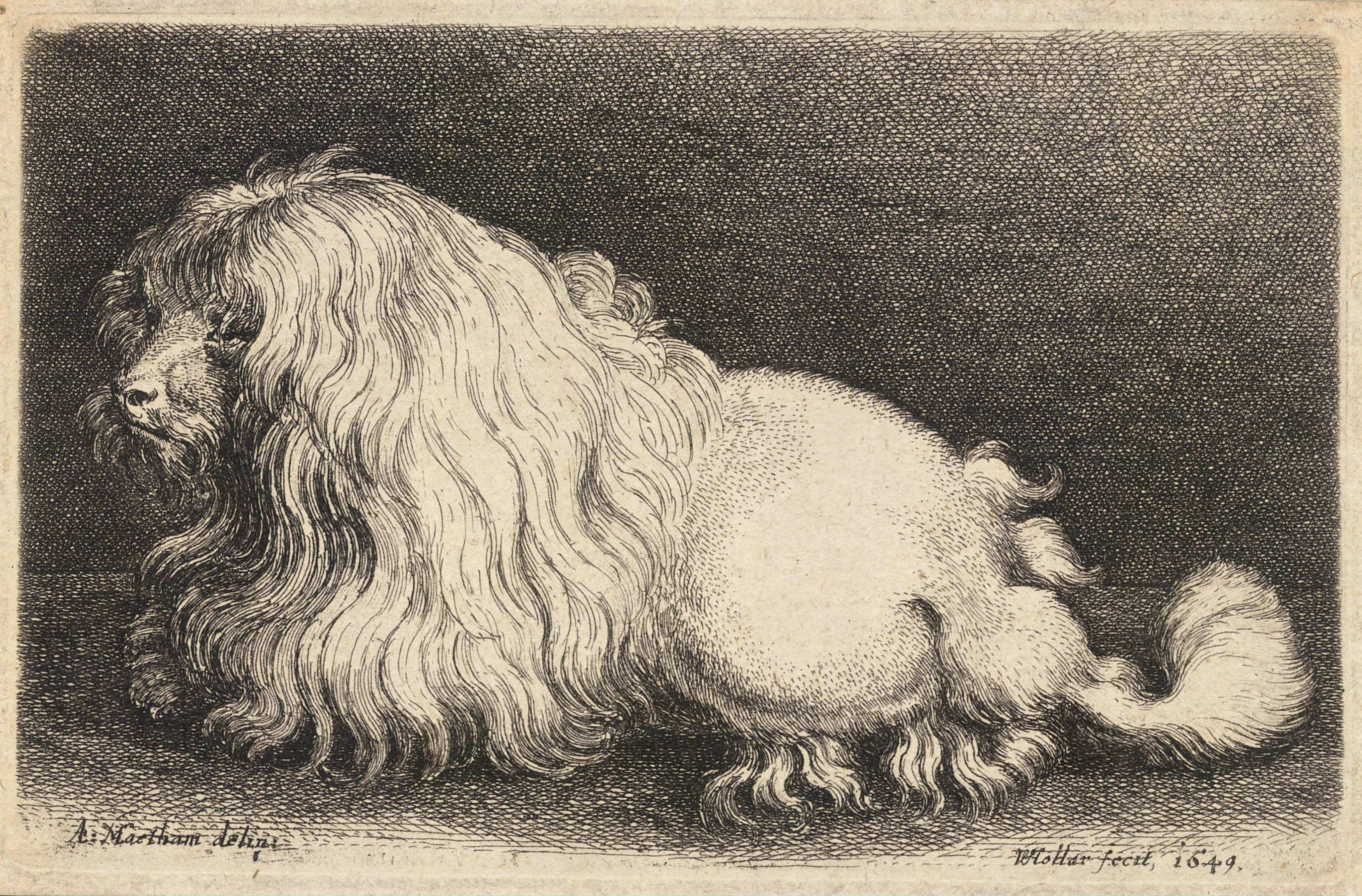
17세기의 푸들 조각

푸들은 수세기 동안 유럽에 존재해 온 품종이다. 독일의 화가 알브레히트 뒤러는 푸들을 소재로 한 그림을 제작했는데, 이는 15세기와 16세기에 푸들에 대한 대중적인 이미지를 확립하는 계기가 되었다. 렘브란트가 1631년 자신의 애완견 푸들을 내세워 만든 자기 초상화에 푸들의 모습을 담았다. 그 품종은 평범한 사람의 개가 아니라 부유한 신사나 왕족의 개였을 것으로 추정된다.
스페인의 화가 프란시스코 고야의 그림에서 볼 수 있듯이, 푸들은 18세기 말 스페인에서 가장 흔한 애완견이었다. 같은 시기에는 루이 16세 때 프랑스가 애지중지하던 토이 푸들이 베르사유에 존재했다는 확실한 기록이 있다. 루이 15세는 푸들인 필루라는 이름의 가장 좋아하는 개를 기르고 있으며, "태양왕 루이 14세"라는 증거가 있다.
프랑스와 독일의 주요 클럽들이 모두 회원인 국제 연합인 국제 연합 신올로기크 국제 연합은 이 품종이 프랑스 바베에서 유래되었다고 주장한다. 이 품종이 FCI에 의해 공식적으로 인정받았을 때, 독일은 두 창립 멤버 간의 분쟁을 피하기 위해 푸들을 프랑스에서 온 개로 인정했다. 종의 시조는 헝가리 풀리와도 교배되었을 수 있다. 프랑스 이름 Caniche는 이러한 종류의 종이 수영 능력 덕분에 주로 오리 사냥을 위한 물 회수기로 사용되었기 때문에 caniche라는 단어에서 유래되었다.
브리티시 케널 클럽은 이 품종이 독일에서 기원한다고 말하고 있는데, 아메리칸 케널 클럽과 캐나다 케넬 클럽도 마찬가지이다. "푸들의 프랑스와의 결사에도 불구하고, 이 품종은 독일에서 오리 사냥꾼으로 기원했다." 옥스포드 영어 사전과 미국 유산 사전은 둘 다 푸들이 독일 푸델의 어원을 추적하고 있는데, 푸델은 푸들훈트에서 유래한 것이다. 푸델이라는 단어는 "물에 튀는 것"이라는 뜻의 저지 독일어 pudeln에서 왔다. 그 이유는, 저지 독일어 pudeln이 영어 단어 pudel과 통하기 때문이다.
이 푸들은 미니어처 슈나우저, 표준 슈나우저와 같은 많은 다른 개 품종들과 비천 종의 개들을 멸종으로부터 구하거나, 크기를 줄이거나, 그들의 외모를 향상시키기 위해 개 팬들에 의해 기여했다. 푸들은 또한 아일랜드의 물스파니엘, 컬리 코팅 리트리버, 그리고 푸델 포인터, 모두 새를 사냥한 것으로 여겨진다.

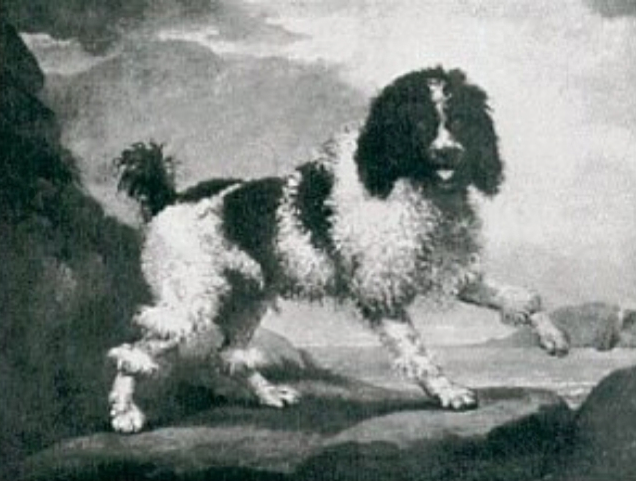
1700년대 푸들 전통 그림

푸들을 가리키는 프랑스어 ‘카니쉬(caniche)’는 오리 암컷을 의미하는 ‘칸(cane)’에서 유래했다. 다른 나라에서는 물가에서 첨벙거리는 행동과 관련된 이름으로 불렸다.
푸들은 원래 야생물새 사냥에 활용되던 견종이다. 바베트(Barbet)라는 견종의 후손으로, 바베트의 특성이 많이 남아 있다. 1743년부터 프랑스어로 바베트 암컷을 ‘카니쉬’라고 부르기 시작했고, 이후 바베트와 카니쉬(푸들)가 따로 분리되었다.
푸들 브리더들은 피모의 색이 일정한 개체를 얻으려고 노력했다. 다정하고 명랑하면서 충성심이 강한 성격 덕분에 반려견으로 큰 인기를 끌기 시작했다.
체구가 네 가지로 나뉘고 털의 색깔이 다양하다는 특성도 각자 선호하는 개를 선택할 수 있다는 점에서 장점으로 여겨졌다.

## 사냥

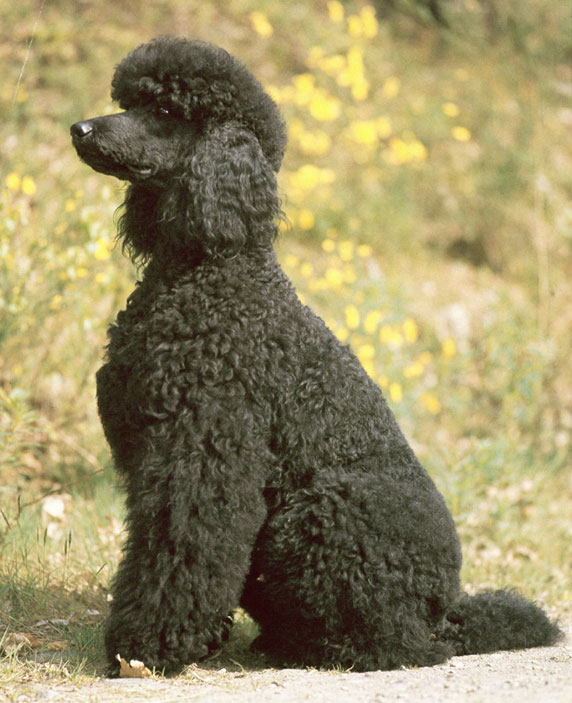
검은색 스텐다드 푸들

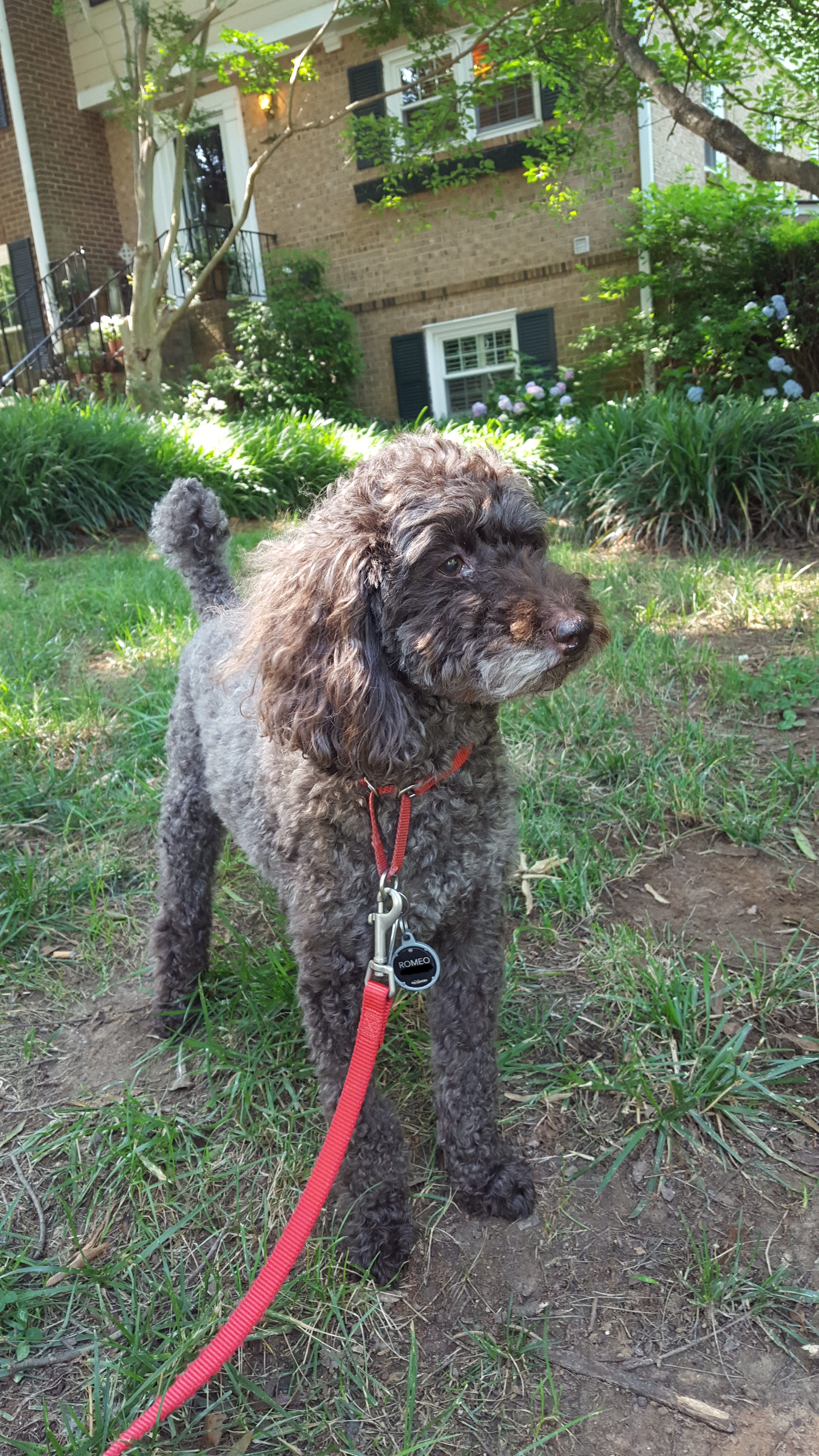
테디 베어 컷 브라운 미니어처 푸들

전통적으로 푸들 중에 가장 큰 품종인 스탠다드 푸들은 특히 오리 사냥과 때로는 고지대 조류 사냥에 사용되었다. 푸들은 1990년대 초부터 미국과 캐나다에서 새 사냥에 사용되었다. 푸들이 사냥에 적합할 수 있었던 이유는 예리한 작업 지능, 민첩한 수영을 할 수 있는 수영에 특화된 발, 습한 조건에서 점퍼처럼 작용하는 곱슬곱슬한 털 등이다. 19세기 후반에 이르러서는 서커스와 부유층의 지위 상징에서 사냥에 사용하는 것이 줄어들었기 때문에 20세기에는 애완견으로 길러진다.
그리고 지난 20년부터 2008년까지 미국과 캐나다의 일부 사육자들은 사냥 본능을 되살리기 위해 푸들 중 새를 쫓는 개를 선택하여 교배시켜 사냥 본능을 되살리는 것을 성공했다. 캐나다 켄넬 클럽과 아메리카 켄넬 클럽은 1996년에 스텐다드 푸들을 사냥개로 인정했다.
2019년 3월, 사냥 본능을 되살리기 위한 30년의 사육의 최종 결과는 성공적이었다. 매년 더 많은 개가 사냥 실력을 높이고 있다. 대부분의 영국 또는 북아메리카 리트리버 품종 및 거의 모든 품종 스패니얼은 표준 푸들보다 다리가 짧아 개에게 속도의 이점을 제공한다. 속도는 휘핏 (Whippet) 바로 뒤에 있기 때문에 표준 푸들은 평균 속도가 시속 20km (32km / h)에 가까운 속도다. 그 결과 주인을 기쁘게 하고자 매우 열심히 하는 끈기와, 채석장을 잡으려는 끊임없는 노력, 특별한 훈련이 필요한 수영 기술을 보유하고 있다. 그들의 적성은 영국 보더 콜리에 이어 두 번째다. 따라서 사냥하는 스탠다드 푸들은 주인에게 그가 원하는 것과 그가 원하는 방식에 대해 아주 구체적으로 설명하고 개가 하는 훈련 훈련을 너무 반복하지 않도록 해야 한다. 그리고 도전받는 것을 좋아한다.
다른 스패니얼 및 리트리버와 달리 스탠다드 푸들은 문제를 독립적으로 해결하려고 시도하며, 새를 추적할 때 원하는 것이 무엇인지 구체적으로 알려야 한다.
이것은 경연 대회에서 개를 작업할 때 매우 중요하다. 훈련된 푸들은 총소리에 쉽게 겁을 내지 않을 것이다. 오리를 잡는 방법을 "해결"하려고 시도하면서 위험에 빠지고 설정된 코스를 무시한다. 그들은 고도로 지적이고 가혹하거나 폭력적인 훈련 방법이 현장에서 함께 작동하지 않기 때문이다. 교정은 적절하고 정확하게 주어져야 하며 트레이너는 견고하고 친절하며 경험이 풍부해야 한다. 새를 사냥하도록 훈련시키는 위압적인 주인은 푸들이 전체 경험을 두려워하고 물이나 덤불 속으로 움직이기를 거부하는 스탠다드 푸들이 될 것이다.

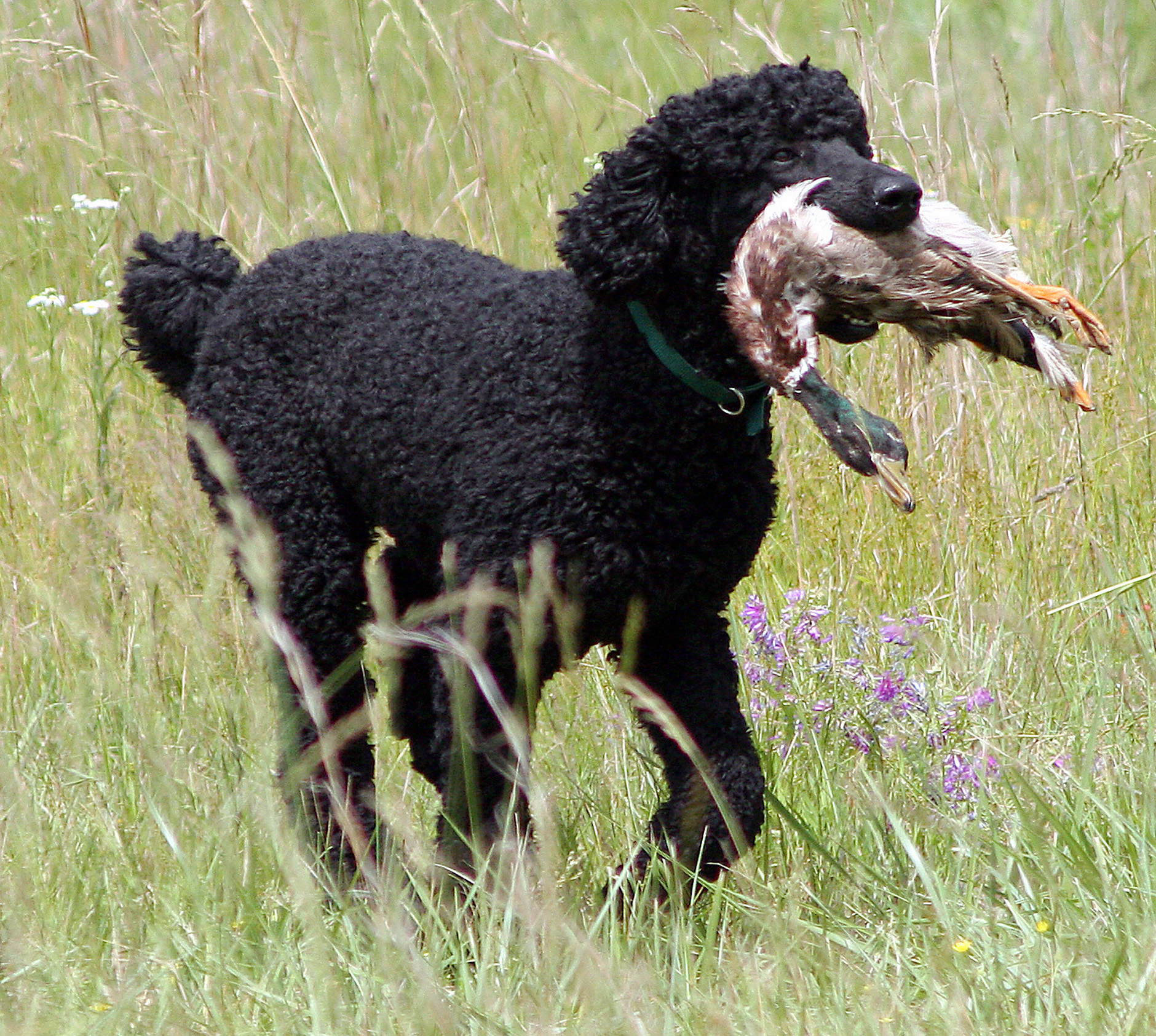
오리를 사냥하는 푸들

사냥견 푸들은 일반적으로 빠른 반사 신경을 가진 개로 쓰러진 새를 쫓고 새가 떨어진 곳을 기억하는 기억력을 가지고 있으며, 키가 큰 잔디에 숨어있는 새 냄새를 맡고 추적할 수 있는 코를 가지고 있다. 그들은 고지대의 새를 사냥하는 재능이 있다. 북미는 일반적으로 개가 처음 사육된 기후와 달리 0 °C 이하로 내리는 눈이 더 많이 내리기 때문에 털은 눈과 얼음이 몸에 영향을 미치는 것을 방지한다.
최근에는 미니어처 푸들도 사냥꾼 목록에 추가되기 시작했다. 2002년 1월 캐나다 켄넬 클럽은 모든 크기의 푸들에게 사냥 프로그램을 열었고, 2014년에는 아메리칸 켄넬 클럽이 사냥 테스트 프로그램을 열었다. 미니어처 푸들은 2017년에 스텐다드 푸들과 미니어처 푸들은 모두 플러싱 기능이있는 개를 테스트하기 위해 고안된 프로그램인 아메리카 켄넬 클럽 사냥 테스트에 적합하다고 선언되었다. 일반적으로 미니어처 푸들은 무게가 약 10kg 미만이기 때문에 사냥개 중에서 가장 작은 개다. 이것은 이전에 가장 작은 개였던 보이킨 스파니엘 (35 파운드(약 16 킬로그램)에 가까움)보다 훨씬 가볍다. 그러나 미국과 캐나다의 사냥꾼은 우드 콕, 츄카, 몰라 드, 초록색, 청록색 날개 및 버플 헤드를 가진 작은 오리 사냥에 매우 유용하다는 사실을 발견했다. 미니어처 푸들의 작은 크기는 큰 리트리버가 할 수 없는 모서리와 덤불에 접근할 수 있기 때문이다.

푸들은 적어도 17세기부터 군대에서 일하는 개로 사용되어 왔는데, 아마도 총격을 무시할 수 있는 훈련을 받을 수 있는 능력에 의해 입증된 것처럼 매우 지능적이고 훈련 가능한 성격과 총사냥개로서의 배경 때문일 가능성이 크다. 잉글랜드 내전 시기에 라인 강의 루퍼트 왕자는 말을 타고 주인과 전투에 참여하는 것을 좋아하는 흰 코트를 입고 오늘날 독일에서 사냥 푸들을 가져왔다. 보나파르트는 자신의 회고록에서 마 렝고 전투에서 주인의 몸과 함께 머물며 얼굴을 핥고 그를 다시 살려준 척탄병의 애완동물 푸들의 충실함에 대해 썼다. 제2차 세계 대전 기간 동안에 뉴욕 선의 로널드 킬번은 다른 국가에서 수년 동안 군대에서 개를 사용했다고 보고했다. 그의 칼럼에서 그는 푸들의 최고 사육자인 필리콕 사육장의 소유주인 밀턴 S.를 "개는이 일에서 사냥을 해야 한다."라고 말했다. 결국 "미국 켄넬 클럽, 전문 핸들러 협회, 전국의 복종 훈련 클럽 및 도그 포 디펜스로 알려진 전국 프로그램인 시잉 아이의 개설로 시작되어 공식 조달 기관이 되었다. 육군, 해군 및 해안 경비대에서 사용되는 모든 군견을 방위용 개는 육군에서 훈련된 개를 조사했다. 942년에 푸들은 육군에 의해 공식적으로 전쟁견으로 분류된 32종 중 하나였다.

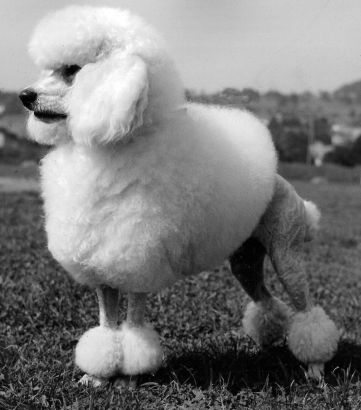

## 교육
푸들은 활동적인 성향으로 산책을 많이 나가야 한다. 그러므로 푸들에게는 산책교육이 필요하다. 산책교육에서는 산책예절과 산책에서 주인을 따르는 법을 배운다. 또 푸들은 주인을 굉장히 따르기 때문에 주인 외의 사람을 잘 대할 수 있는 사회성 교육이 필요하다. 사람을 향한 사회성을 기를 수 있는 방법으로는 많은 산책이 필요하며, 개에 대한 사회성을 기를 수 있는 방법으로는 강아지 유치원이나 펫 카페에 방문하는 등 다른 개들을 만날 수 있는 기회를 주어야 한다.
푸들에게는 앉아, 엎드려 등 기다림 교육 또한 필요하다. 이 교육은 푸들에게 교육을 가르칠 때 필요한 훈련이다.

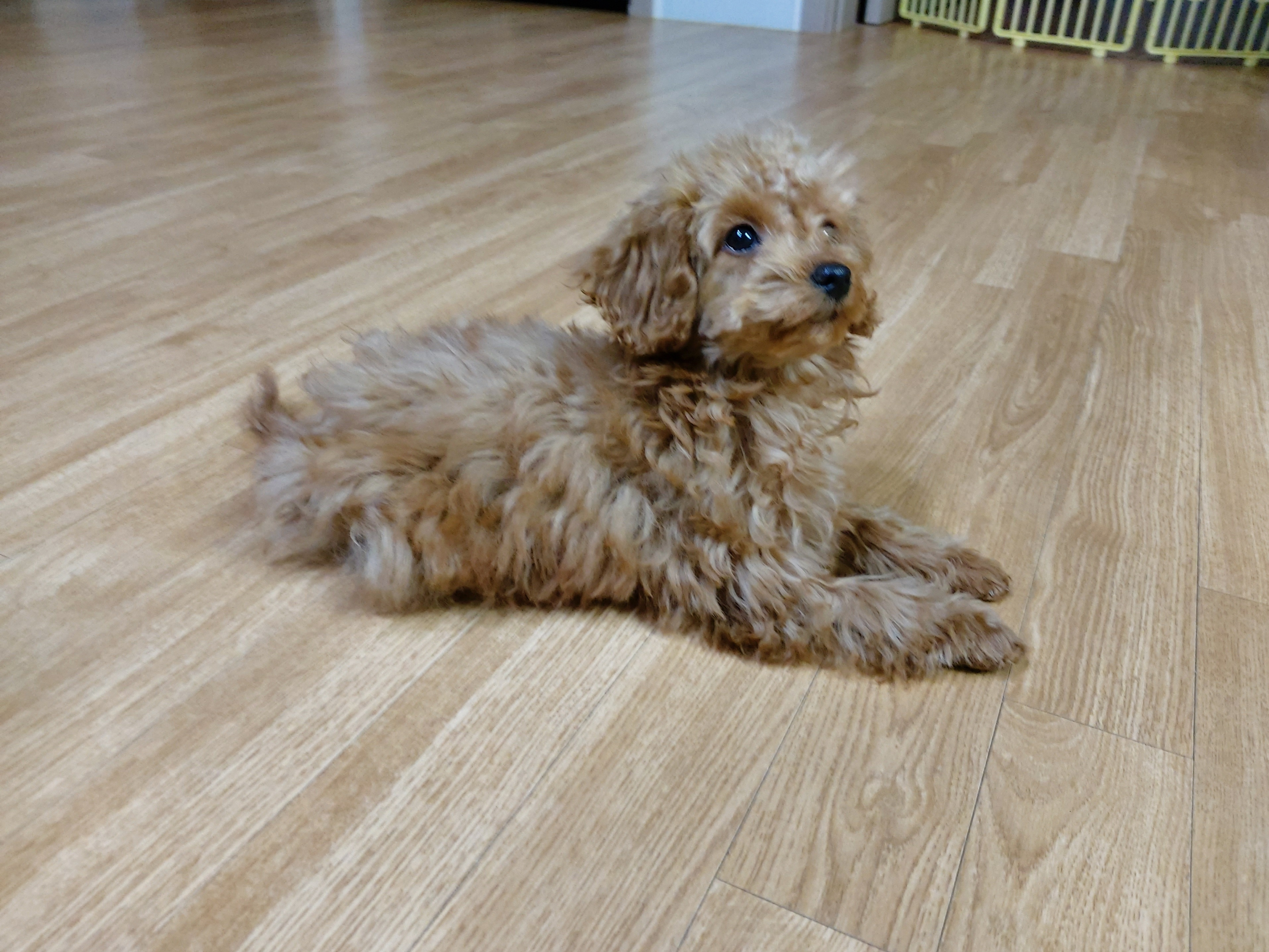
엎드려를 교육하는 푸들

## 색상
푸들은 흰색, 검은색, 크림색, 살구색, 갈색, 회색이 대표적이며 그 이외에는 파란색, 은색, 카페 오레, 은색 베이지, 빨간색 등 다양한 색상을 가지고 있다. 솔리드 컬러 푸들만이 형태에서 경쟁할 수 있다. 다색 푸들의 인식은 레지스트리에 따라 다르다.

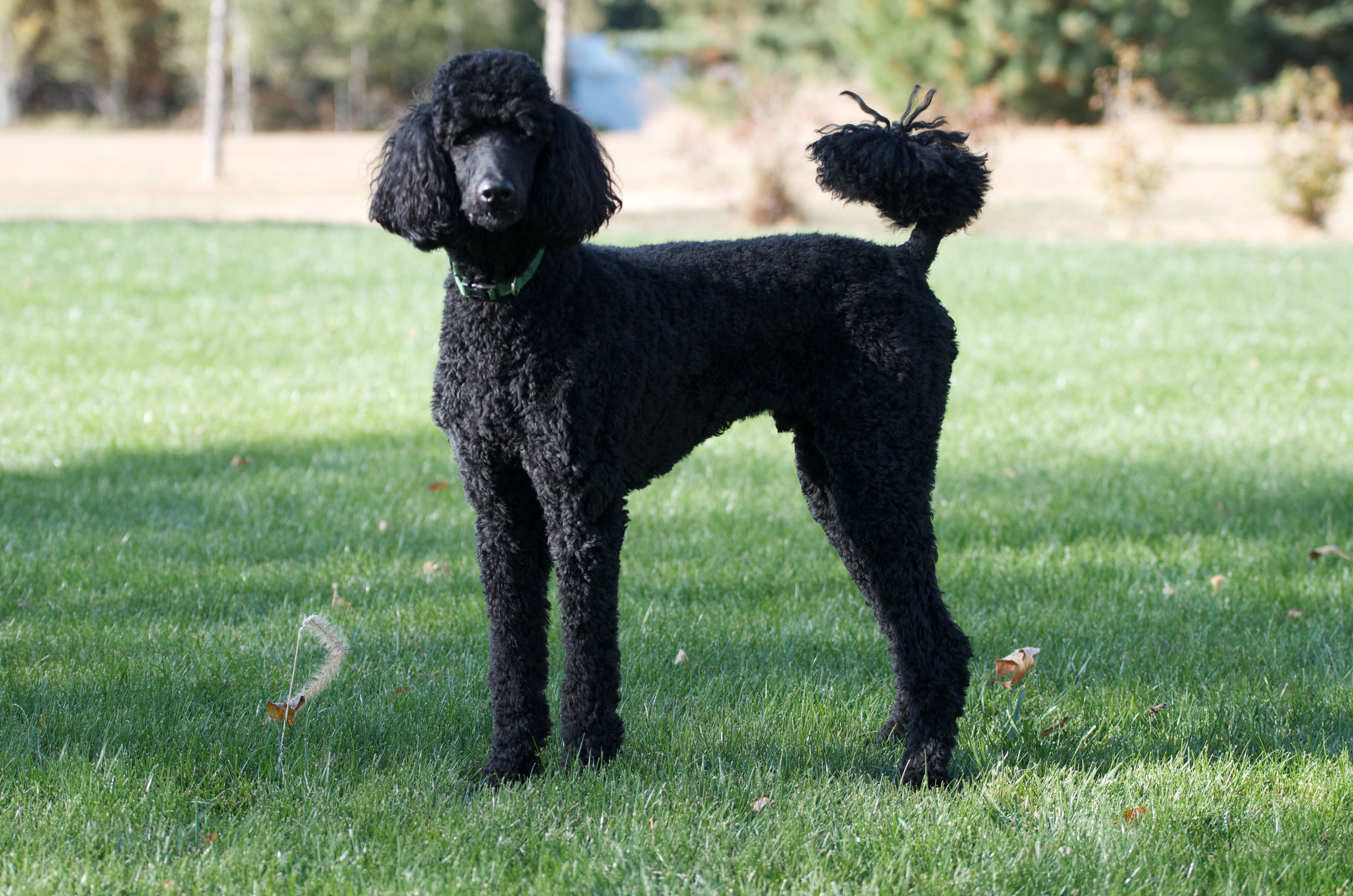
검은색 스텐다드 푸들

단색 푸들의 경우 털은 피부에 균일하고 단색이다. 파란색, 회색, 은색, 갈색, 카페 오레, 살구 및 크림의 경우 코트는 동일한 색상의 다양한 음영을 나타낼 수 있다. 이것은 귀의 다소 어두운 깃털과 멍의 끝 부분에 자주 나타난다. 레지스트리는 선명한 색상을 선호하지만 코트 음영의 이러한 자연스러운 변화는 결함으로 간주되지 않는다. 브라운과 카페 오레 푸들은 간색의 코, 눈가, 입술, 짙은 발톱과 짙은 호박색 눈을 가지고 있다. 검은 색, 파란색, 회색, 은색, 크림색 및 흰색 푸들은 검은 코, 눈가 및 입술, 검은 색 또는 자체 색깔의 발톱과 매우 어두운 눈을 가지고 있다. 살구색 푸들에서는 앞서 말한 착색이 선호되지만, 간색의 코, 눈가와 입술, 호박색 눈은 허용되지만 그리 좋지 않다.
파티 컬러 푸들는 푸들 역사에서 푸들의 원래 색상으로 인식된다. 파티 푸들은 흰색 코트 위에 단색 색이 있다. 털는 일반적으로 흰색이며 같은 양으로 착색되지만 흰색의 비율이 더 클 수 있다. 레지스트리는 파티 푸들이 해당 단색 후손과 동일한 점을 갖는 것을 선호한다. 갈색과 흰색의 파티 푸들은 간색의 코, 눈 테두리 및 입술, 어둡거나 자체 색상의 발톱과 호박색 눈을 가지고 있다. 이것은 살구와 흰색 파티 푸들에서도 허용되지만 선호되지는 않는다. 검은색과 흰색, 파란색 또 흰색과 은색이 있다. 흰색 푸들은 검은 코, 눈가와 입술, 검은 색 또는 자체 색깔의 발톱과 매우 어두운 눈을 가지고 있다. 개가 턱시도와 유사한 표시가있는 경우이를 "턱시도" 푸들이라고 부른다. 윗털은 단단하다. 머리, 등, 꼬리 등 아래쪽 털은 흰색이다.
파티 푸들은 도베르만 핀셔의 색을 띠며 눈썹, 주둥이와 목, 다리와 발, 꼬리 아래에 밝은 색이 나타난다. 도베르만과 마찬가지로 팬텀 푸들은 눈썹, 주둥이, 목, 다리, 발 및 꼬리 아래에 황갈색 (보통 살구 또는 빨간색) 밝은 색이 있는 검은 색 또는 갈색 주 털을 가지고 있다.

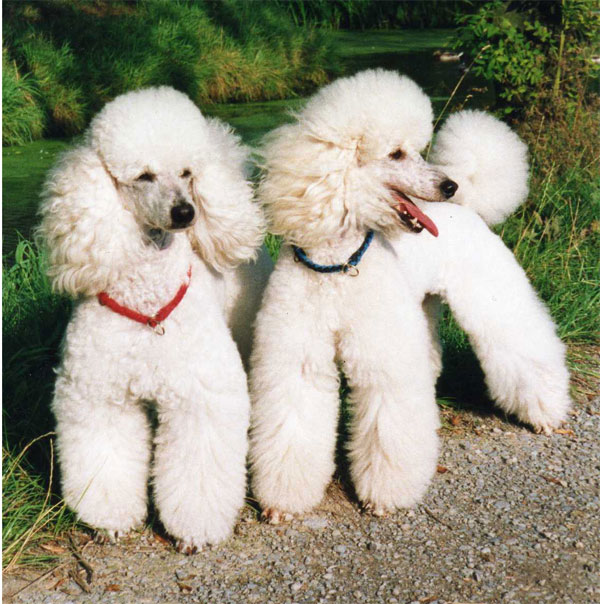
말티푸말티즈와 푸들갈색 말티푸
- 파일:Pudel_kleinweiss.jpg흰색 푸들
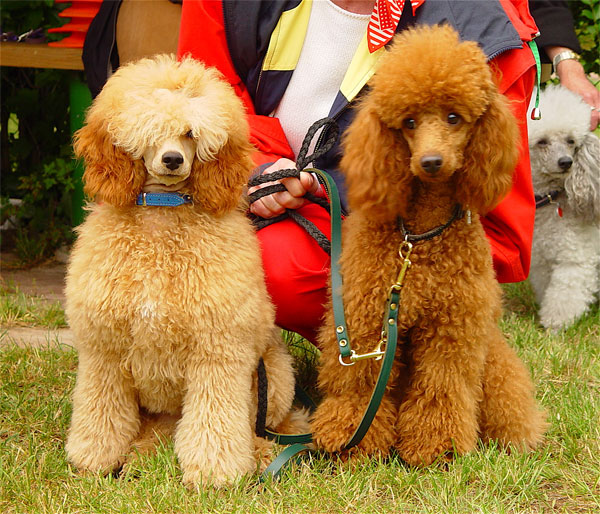
파일:Pudel_Klein_apricotred.jpg살구와 붉은 푸들
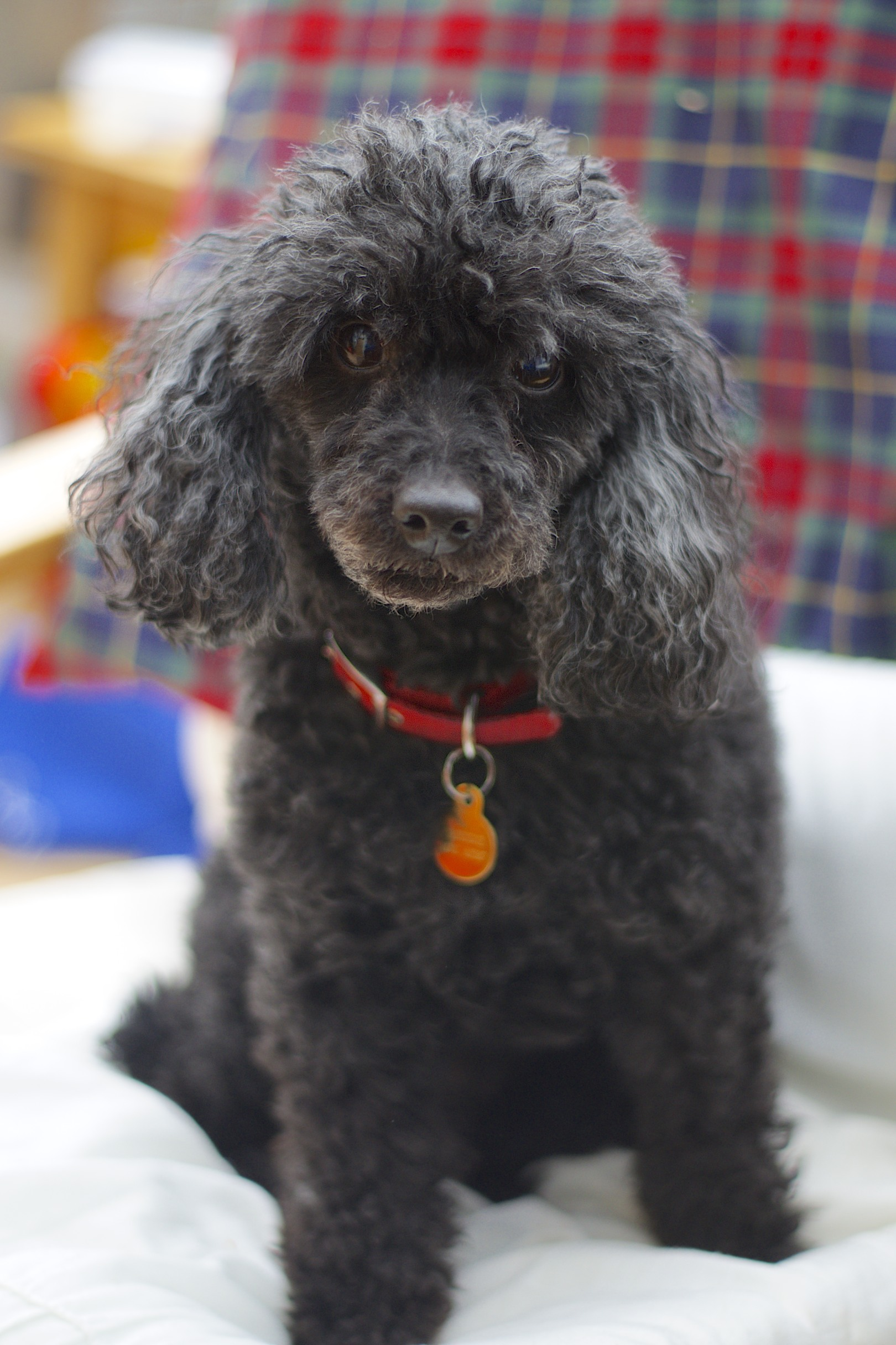
파일:Freddie_(8467901543).jpg검은색 푸들
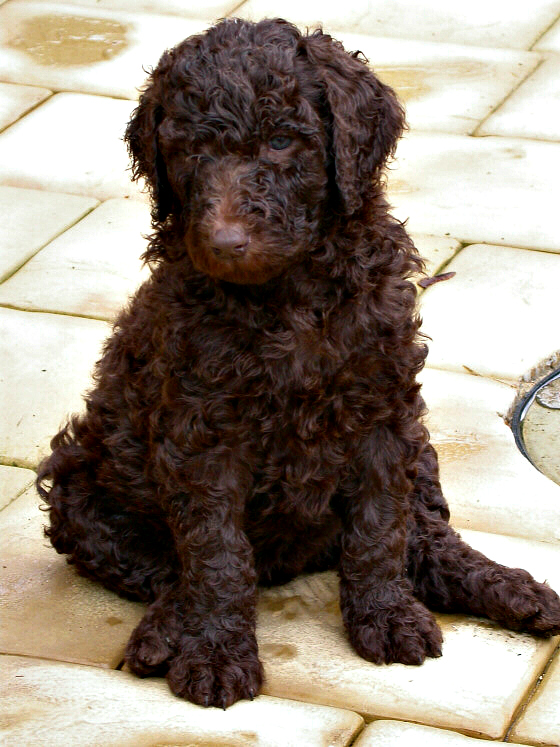
파일:Maisiepuppydog.jpg브라운 스탠다드 푸들
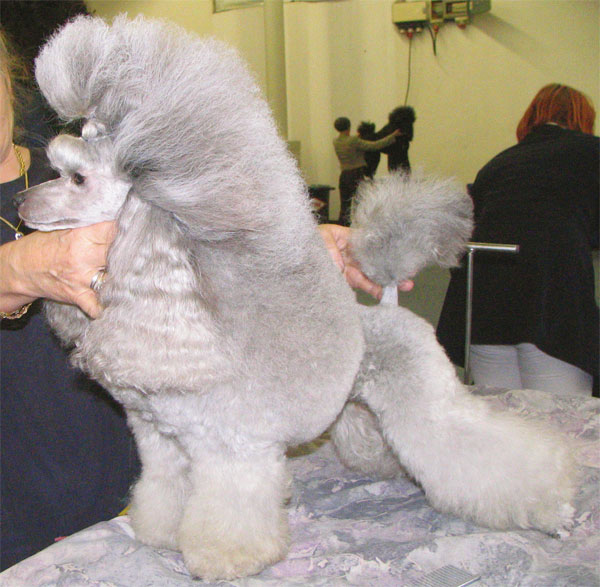
파일:Pudel_Zwerg_SilberShow.jpg은색 미니어처 푸들
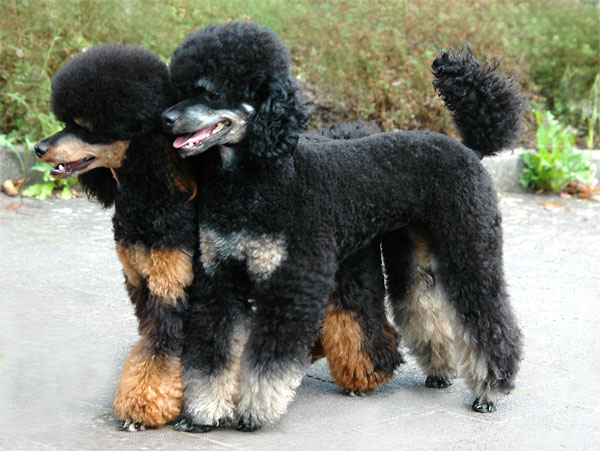
파일:Pudel_Zwerg_Blackandtan.jpg펜텀 푸들
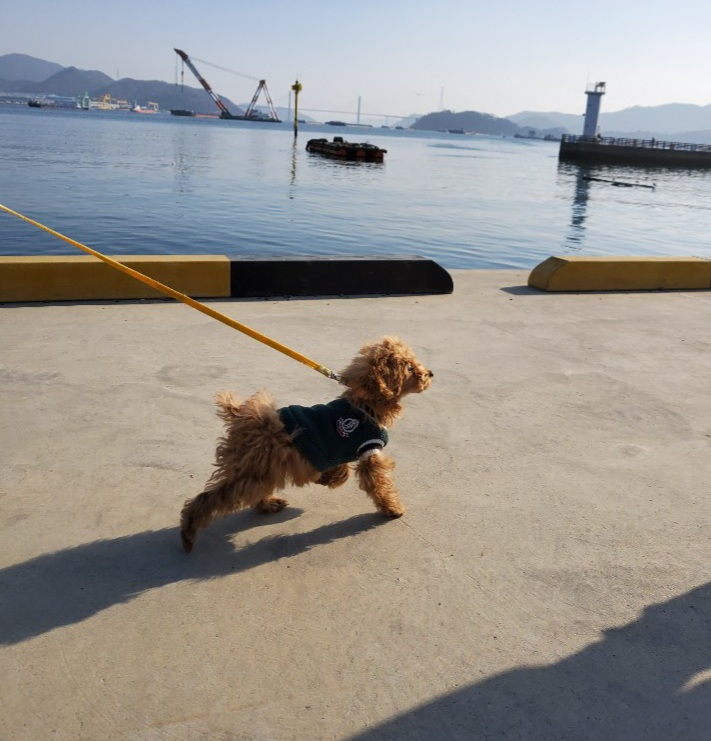
파일:산책하는_푸들.jpg산책중인 갈색 토이 푸들
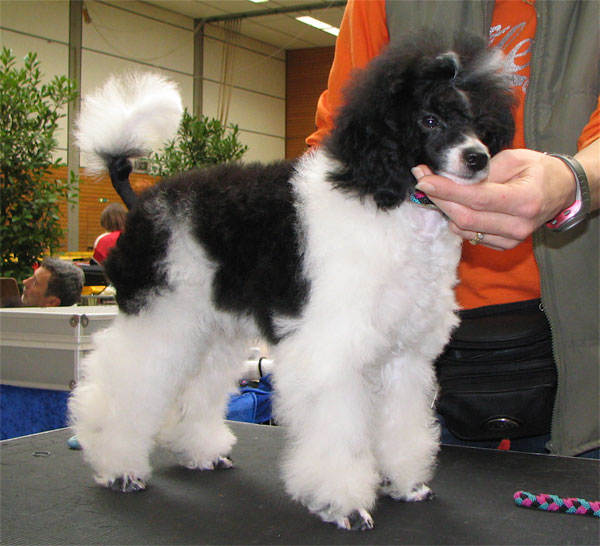
파일:Pudel_ZwergHarlekin.jpg미니어처 파티 푸들
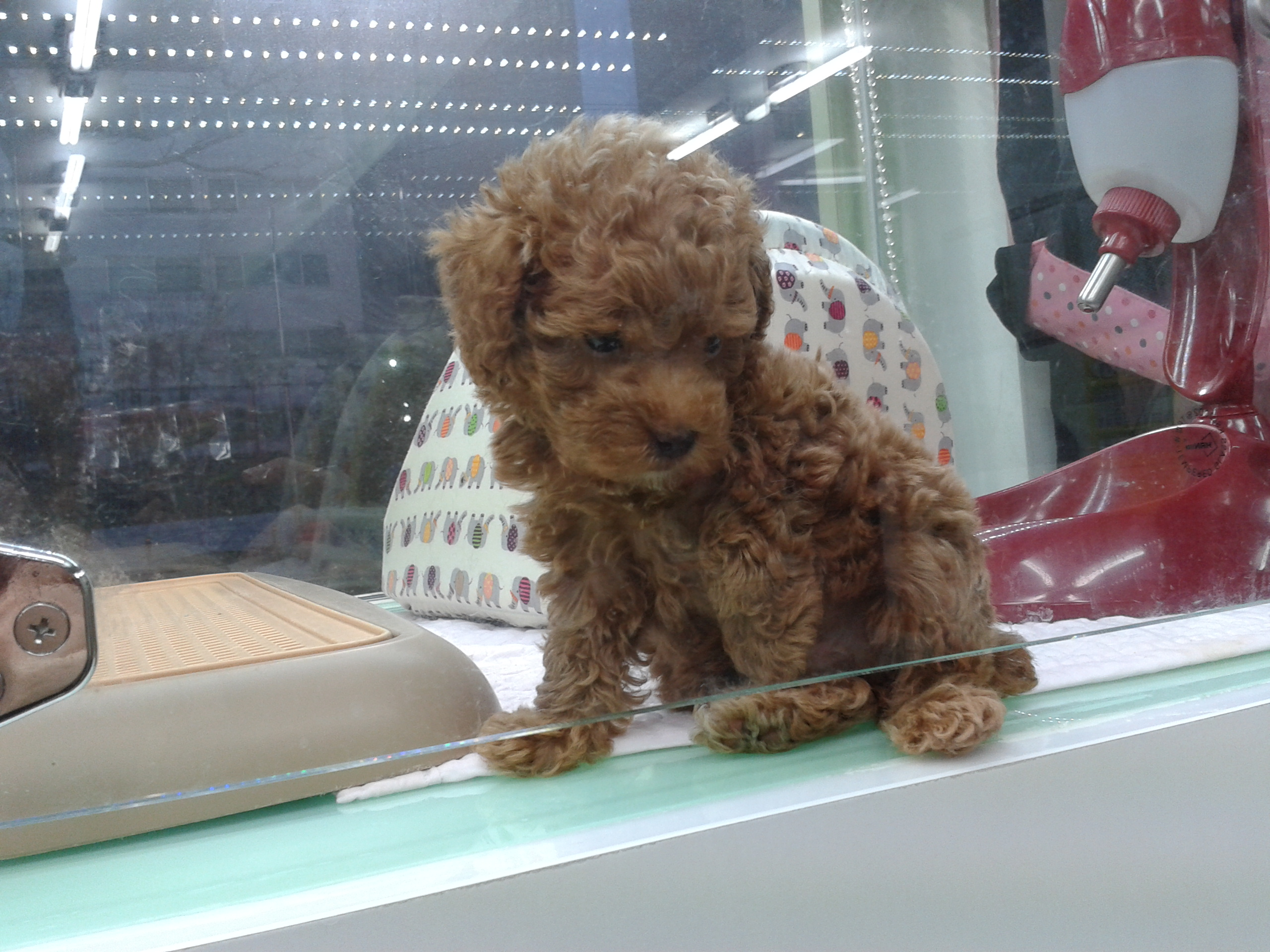
파일:Baby_poodle_1.jpg아기푸들
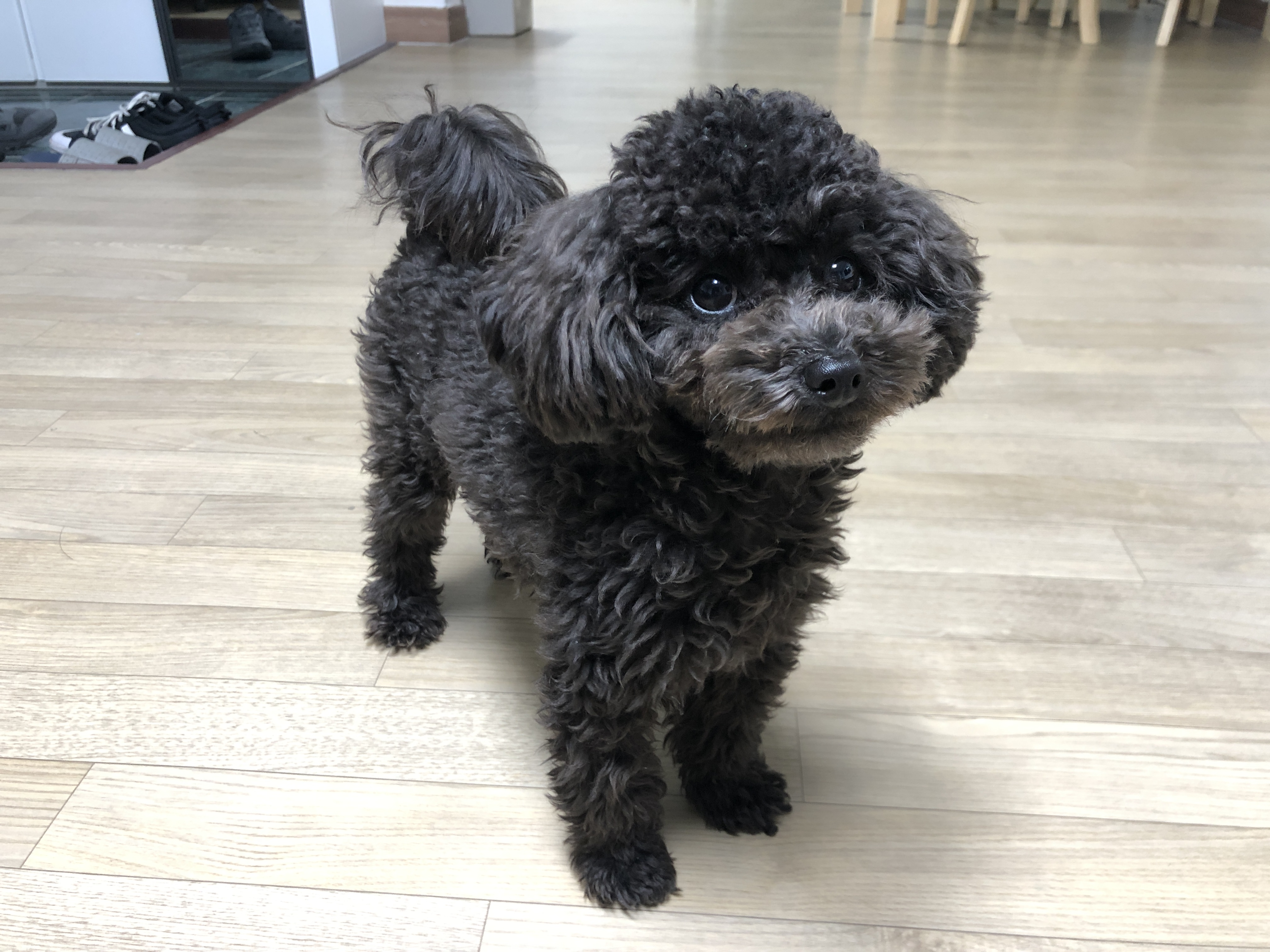
파일:2021-03-22_19.00.40_poodle_ggomi.jpg테디 푸들

## 미용

### 털
푸들의 털은 곱슬곱슬하기 때문에 털이 엉키지 않도록 매일 빗질을 해주어야 한다. 털이 계속 자라기 때문에 미용은 필수이다. 푸들의 눈에서 눈물이 나기 때문에 눈 주변의 털이 변색되는 눈물독이 생기지 않도록 케어해주어야 한다.

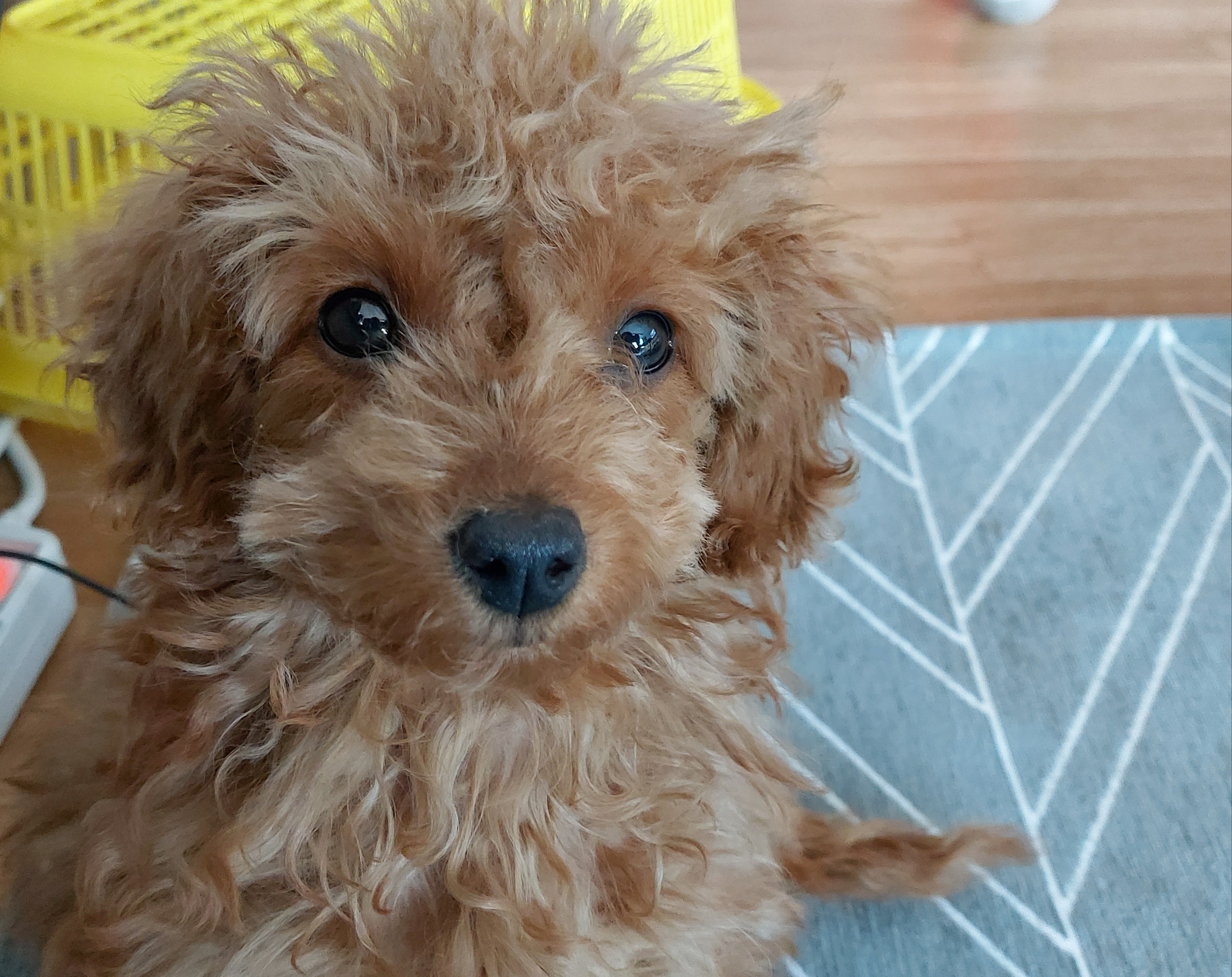
푸들의 얼굴확대 사진

푸들은 얼굴털 관리가 중요하다. 얼굴털을 방치한다면 얼굴에 염증이 생길 수 있다.

### 배냇미용
푸들의 털을 곱슬곱슬하게 만들어 주려면 3~4개월때 베냇미용을 해주는 것이 좋다. 베넷미용은 푸들의 털을 0.5mm에서 2mm사이로 깎아주는데 이렇게 배냇미용을 하고 난 후 털이 곱슬곱슬해진다. 이 과정을 거치지 않아도 되지만 푸들의 곱슬곱슬한 털을 가지려면 이 과정을 거쳐야 한다.

## 건강
미국 푸들건강등록부에 신고건수[참고 1]순으로 스탠더드푸들의 가장 심각한 건강문제는 애디슨병, GDV, 갑상선 문제(상선기능저하증, 갑상선기능저하증), 기관파괴, 간질, 피지선염, 청소년신질환, 엉덩이 이상증, 암 등이다. 스탠더드 푸들 또한 건강상의 문제에 민감해서 보통 푸들 건강기록부에 보고할 수 없다. 이러한 사소한 문제들 중 가장 흔한 것은 아마도 귀 감염일 것이다. 귀 감염은 모든 푸들 품종에서 문제가 된다. 귀의 문제는 귀관 내의 정기적으로 청소하고 털을 뽑는 등 적절한 귀 관리를 통해 최소화할 수 있다. 개가 귀 감염의 징후를 보이면 수의사와 상의해야 한다.
영국, 덴마크, 미국, 캐나다의 표준 푸들 조사의 평균 수명은 11.5년에서 12년이었다. 영국 조사에서 사망원인은 암(30%), 노령(18%), GDV(6%), 심장질환(5%)이 가장 많았다.
영국의 미니어처와 토이 푸들 조사는 14년에서 14.5년의 중간 수명을 가지고 있었다. 미니어처에서는 노년(39%)이 주된 사망 원인이었다. 토이푸들은 노령(25%)과 신부전(20%)이 주요 사망 원인이었다.
푸들은 흐르는 눈물 과다로 인한 문제를 겪는 대표적인 견종이다. 이를 개선하기 위하여 현재 시중에는 이미 다양한 제품이 나와 있으나 그중 몇 가지 제품에서 타일로신이 발견되어 논란이 되었다. 타일로신은 설사 위장장애 등의 부작용을 야기하여 수의사의 처방이 필요한 항생제이다. 이 때문에 최근에는 한약재를 활용하여 부작용이 없는 안전한 보조제를 개발하였다.

### 애디슨병
애디슨병은 푸들 보건 등록부에 가장 흔하게 보고된 질병이다. 보고된 사례의 수는 다음으로 가장 일반적인 문제 (GDV)의 거의 두 배이다. 애디슨 병은 부신 피질 (신장 근처)에서 글루코 코르티코이드, 또는 미네랄 코르토이드가 충분히 생산되지 않는 것이 특징이다. 애디슨병은 초기 증상이 모호하고 다른 상태로 쉽게 오인되기 때문에 종종 진단되지 않는다. 설명할 수 없는 무기력, 빈번한 위장 장애 또는 스트레스를 견딜 수없는 표준 푸들은 검사를 받아야 한다. 애디슨병은 치명적인 나트륨, 칼륨 불균형을 유발할 수 있지만 조기에 잡아 평생 약물 치료를 받으면 대부분의 개는 비교적 정상적인 생활을 할 수 있다.

### GDV
이 품종에서는 위의 비틀림 (볼륨 또는 비틀림)이 과도한 가스를 유발하거나 원인이 될 때 발생하는 GDV의 높은 발생률이 있다. 증상으로는 안절부절 못함, 편안함을 느끼지 못함, 걸음 걸이가 이상함 또는 아무 일도 할 수 없음 등이 있다. 개의 복부가 눈에 띄게 부어 오를 수 있지만 눈에 띄는 부기 없이 부풀어 오르거나 비틀림이 발생할 수 있다. 또 GDV에 걸린 개는 즉각적인 수의학 치료가 필요하다. 개의 생존은 일반적으로 주인이 빠른 시간안에 수의사에게 갈 수 있는지 여부에 달려 있다.

### 번식
| 크기          | 출생시 크기 | 새끼의 수 | 사산 (%) | 초기 신생아 조기 사망률 (%) |
| ------------- | ----------- | --------- | -------- | --------------------------- |
| 스텐다드 푸들 | 7.0         | 2–12      | 2.5      | 1.7                         |
| 미디엄 푸들   | 3.7         | 1–10      | 1.8      | 3.6                         |
| 미니어처 푸들 | 3.0         | 1–8       | 2.5      | 2.5                         |
| 토이 푸들     | 2.4         | 1–4       | 2.5      | 3.0                         |

번식 크기는 한배 크기와 상관 관계가 있으며 스텐다드 푸들은 태어나는 강아지의 수가 가장 높고 미디엄, 미니어처, 토이 푸들 순이다. 토이 푸들은 모든 품종 중 가장 작은 크기를 가지고 있다. 푸들의 사산률과 초기 신생아 사망률은 모든 품종의 평균보다 낮다.

## 같이 보기
- 요크셔 테리어
- 포메라니안
- 비숑 프리제
- 말티즈
- 시바견
- 웰시코기
- 닥스훈트
- 시추
- 프렌치 불도그

## 주해
참고 12007년 8월 20일 미국 기준이다. 